# Diepholzer Moorniederung
Die Diepholzer Moorniederung hat eine Gesamtgröße von rund 105.000 ha und umfasst eine Vielzahl kleinerer und größerer Natur- und Landschaftsschutzgebiete. Das Gebiet umfasst 24.000 ha Moore (geologische Definition = mindestens 30 cm Torfbodendicke), verteilt auf 15 Hochmoore, sowie am Südwestrand den Dümmer und seine Niederung. Der Westteil der Diepholzer Moorniederung liegt großenteils im Naturpark Dümmer.

## Lage

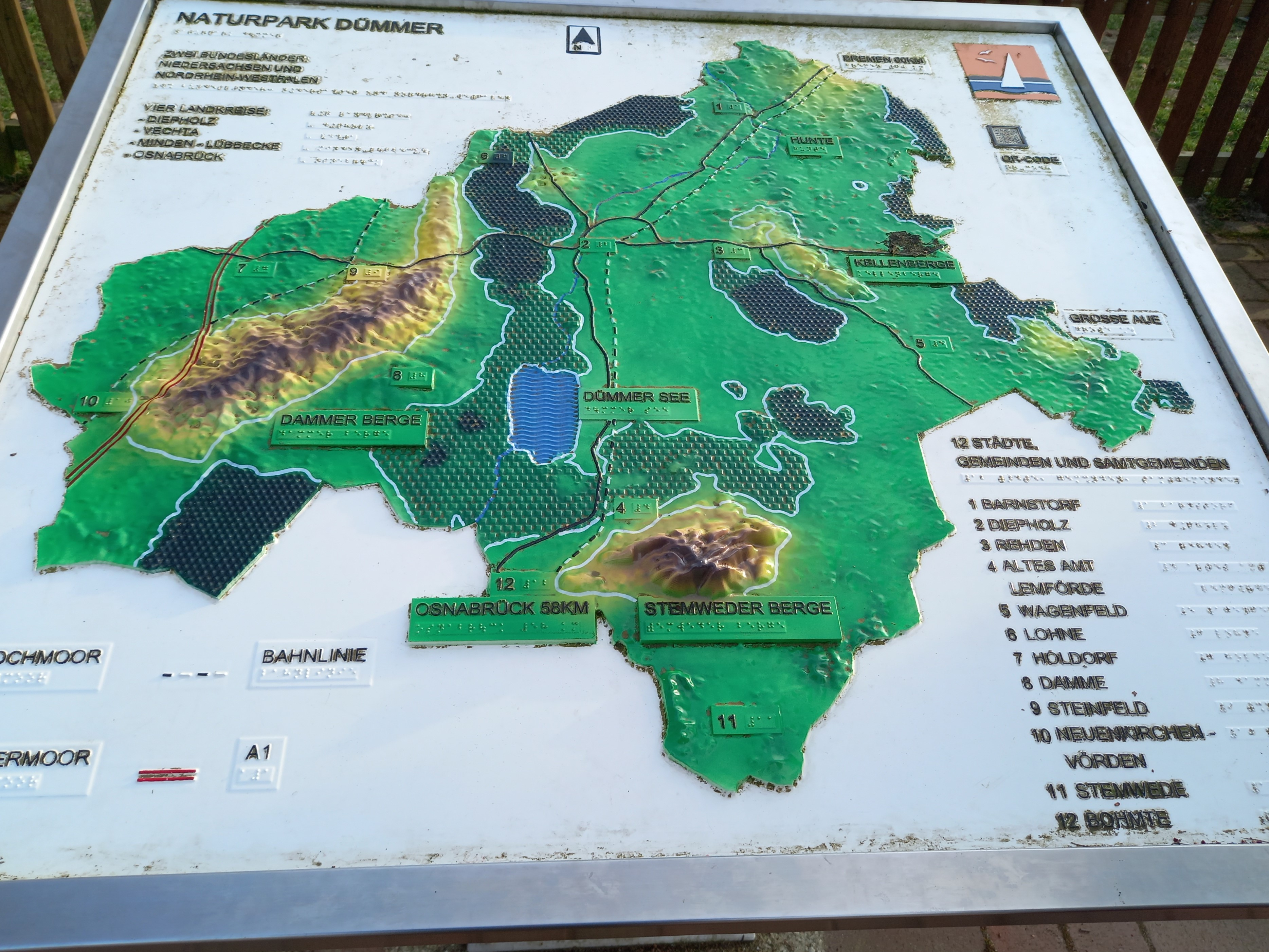
Eingenordete Reliefkarte des Naturparks Dümmer

Die Diepholzer Moorniederung liegt im Städtedreieck Bremen–Osnabrück–Hannover überwiegend in Niedersachsen und mit einem kleinen Teil im nordrhein-westfälischen Kreis Minden-Lübbecke. Es handelt sich um eine flache Talsandniederung am Südrand der Norddeutschen Tiefebene mit nur wenigen, sich etwas erhebenden Geestrücken. 

## Bedeutung
Das Gebiet stellt einen langjährigen Schwerpunkt des niedersächsischen Hochmoorschutzes dar. Es erfüllt zudem wichtige Vernetzungsfunktionen zu anderen europäischen Vogelschutzgebieten (Dümmer, Steinhuder Meer). Das Gebiet ist ein wichtiger Brutplatz für Vogelarten der offenen Moor-, Heide- und Feuchtwiesenlandschaft. Im Jahre 1979 wurde die Diepholzer Moorniederung zum Feuchtgebiet von internationaler Bedeutung gemäß Ramsar-Konvention erklärt, vor allem wegen des Brutvorkommens des Goldregenpfeifers. Zudem ist das Gebiet der wichtigste Brutplatz für den Raubwürger und die Sumpfohreule im niedersächsischen Binnenland. Die Diepholzer Moorniederung beheimatet somit drei Vogelarten, die laut der Roten Liste Deutschland (Witt et al. 1996) vom Aussterben bedroht sind. Des Weiteren kommen hier folgende gefährdete bzw. stark gefährdete Vogelarten vor: Ziegenmelker, Kornweihe, Krickente, Baumfalke, Bekassine, Großer Brachvogel, Rotschenkel und Schwarzkehlchen. Seit 2000 hat sich die Diepholzer Moorniederung zum international bedeutenden Rastplatz für Kraniche und nordische Gänse entwickelt (bis zu über 40.000 Kraniche im Herbst).
Zudem ist dieses Gebiet Heimat der Moorschnucke, die zu den gefährdeten Haustierrassen gehört.

## Schutzstatus

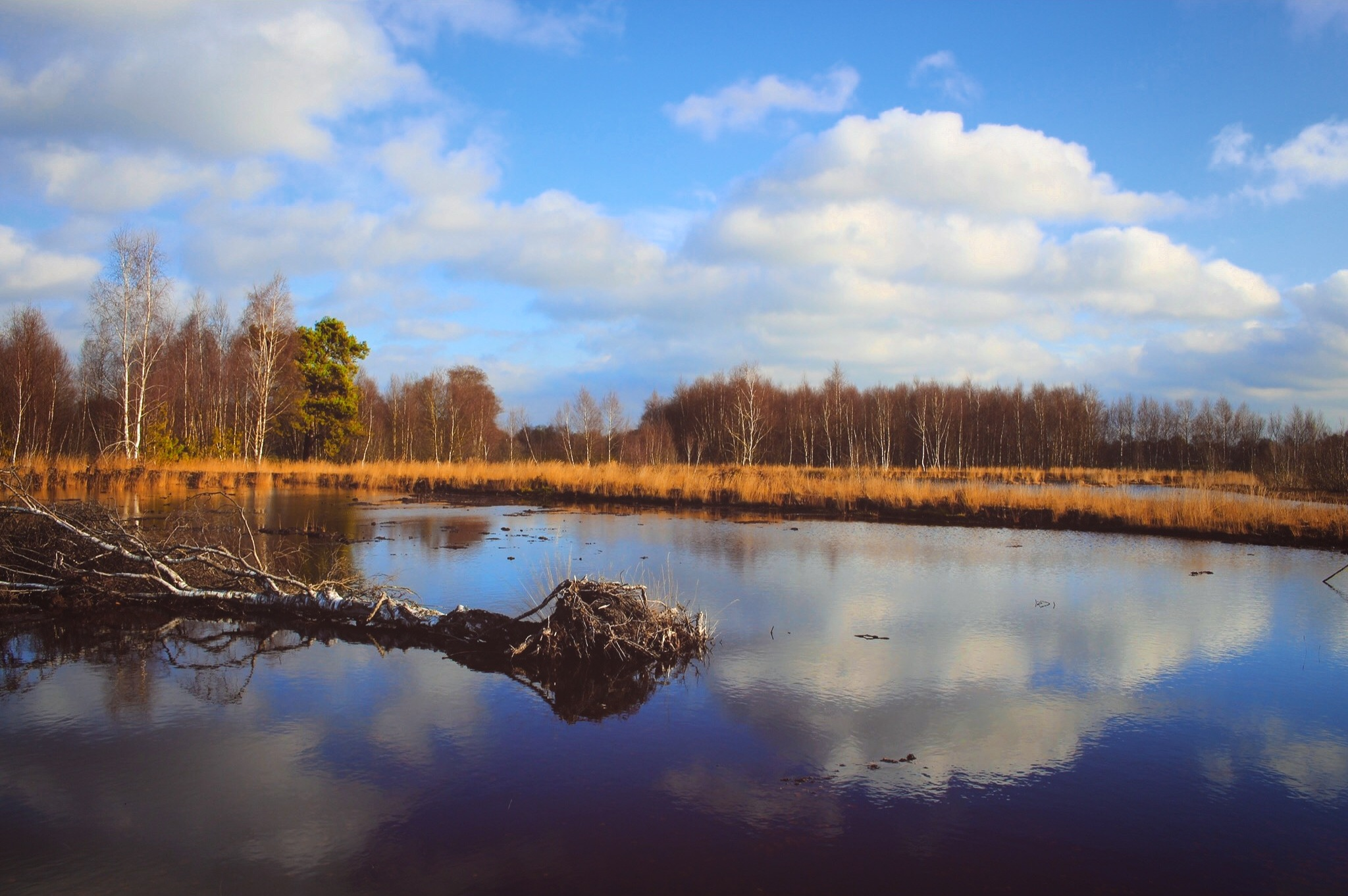
Blick ins Diepholzer Moor vom Erlebnispfad aus

Im Naturraum Diepholzer Moorniederung wurden umfangreiche Schutzmaßnahmen durchgeführt:
- Über 15.000 ha sind als Naturschutzgebiet ausgewiesen.
- Es bestehen zwei Feuchtgebiete internationaler Bedeutung mit rund 19.000 ha Fläche, von denen knapp 18.000 ha nach der EU-Vogelschutzrichtlinie geschützt sind, siehe Oppenweher Moor (Vogelschutzgebiet)
- Rund 6.700 ha sind als Fauna-Flora-Habitat-Gebiete der EU gemeldet.
- Der Dümmer hat für insgesamt 2.000 ha Fläche das Prädikat Europareservat erhalten.
- Teile des Naturraumes sind als Naturpark geschützt, es existiert jedoch kein übergeordnetes Schutzgebiet für den ganzen Naturraum.[2]

Das Projekt „Nachhaltiger Naturschutz in der Diepholzer Moorniederung“ wird vom Institut für Landschaftspflege und Naturschutz (ILN) an der Universität Hannover getragen.

## Kulturlandschaftsraum

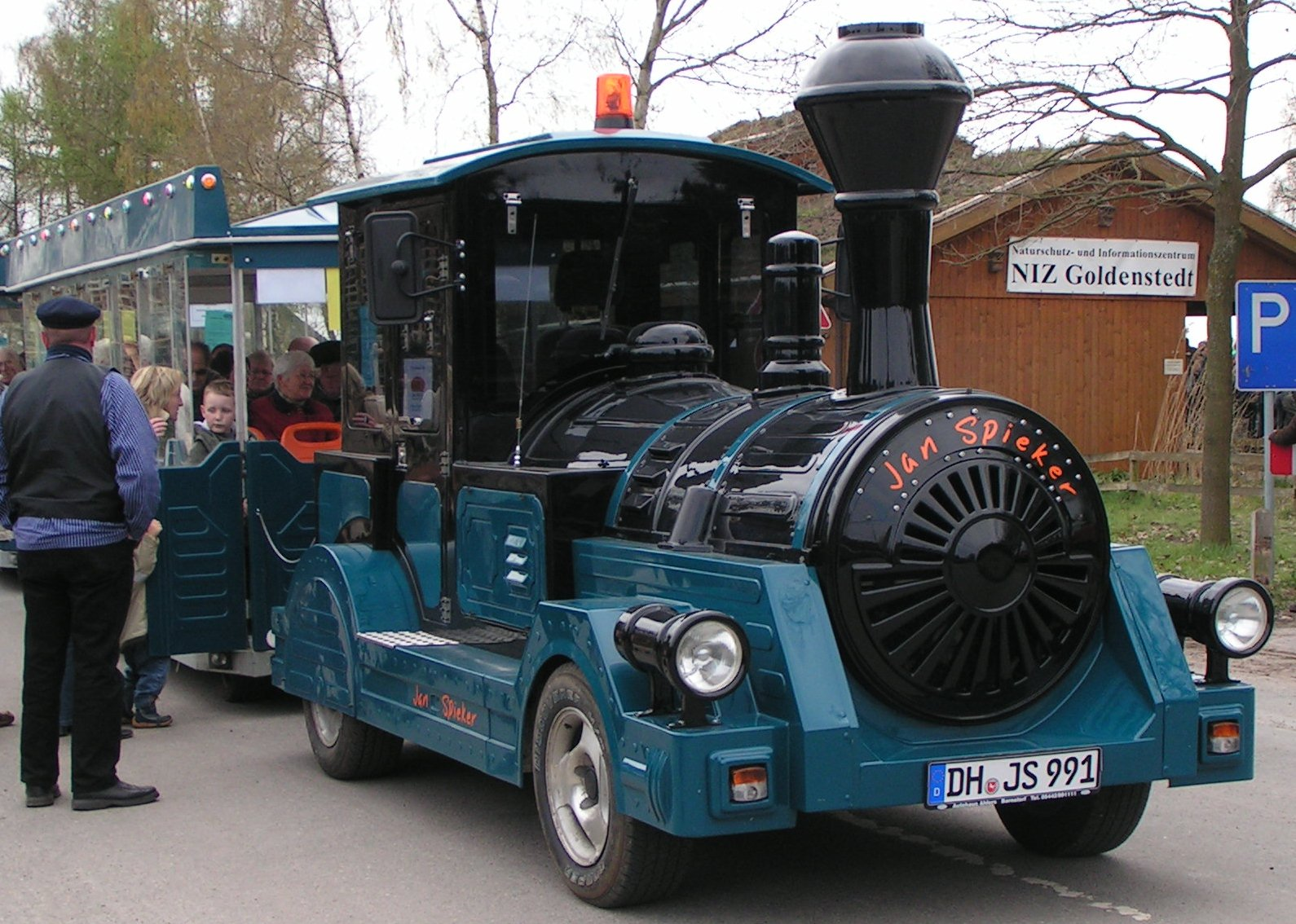
„Jan Spieker“ vor der Abfahrt nach Barnstorf

Der Kulturlandschaftsraum Diepholzer Moorniederung mit Dümmer umfasst ein 1350 km² großes Gebiet. Diese Zuordnung zu den Kulturlandschaften in Niedersachsen hat der Niedersächsische Landesbetrieb für Wasserwirtschaft, Küsten- und Naturschutz (NLWKN) 2018 getroffen. Ein besonderer, rechtlich verbindlicher Schutzstatus ist mit der Klassifizierung nicht verbunden.

## Tourismus

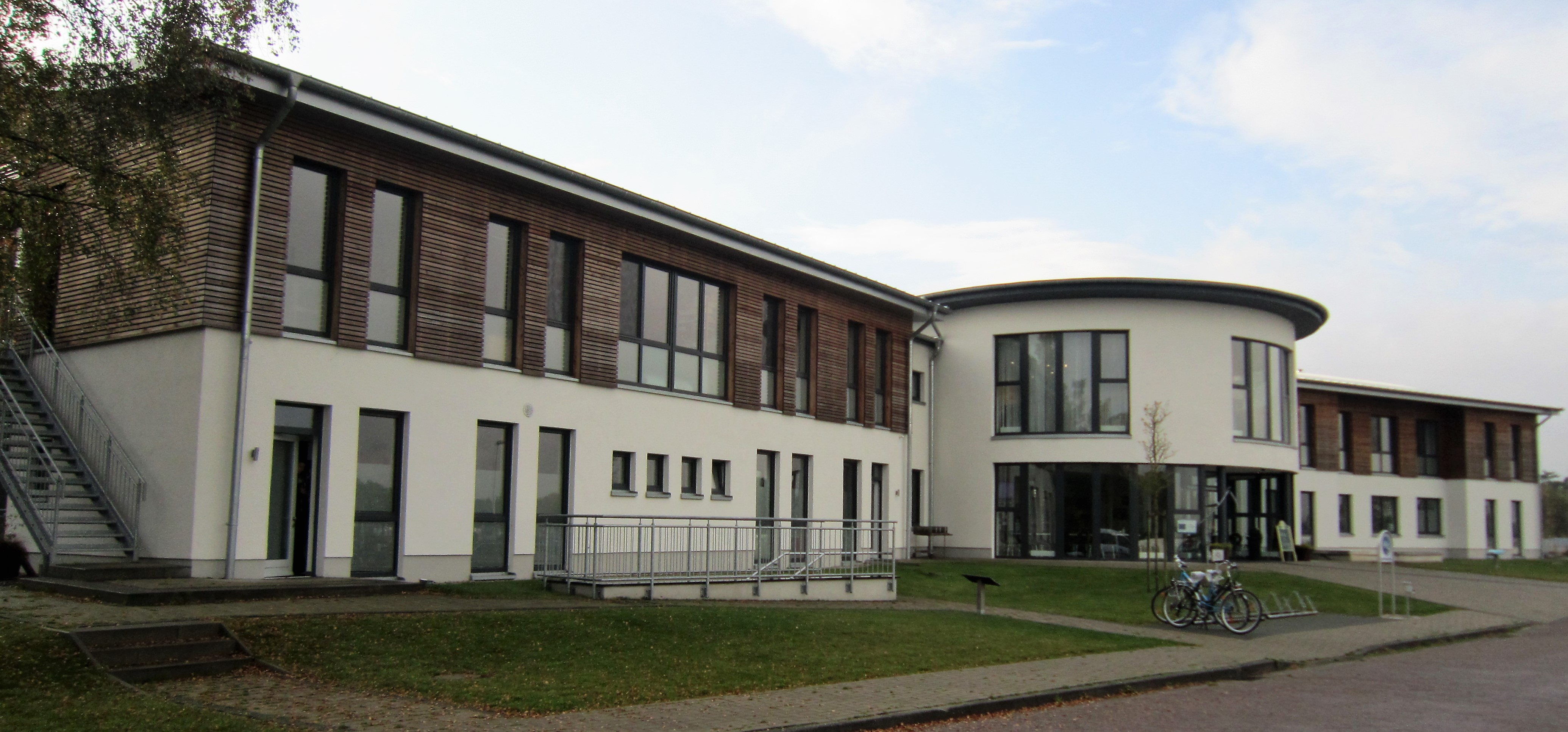
Europäisches Fachzentrum Moor und Klima (EFMK) in Ströhen

Touristen haben an fünf verschiedenen Stellen der Diepholzer Moorniederung die Gelegenheit, das Moor auf einer fahrplanmäßigen Fahrt mit einer Feldbahn kennenzulernen: ab Essern, Ströhen, Freistatt, Barnstorf und Goldenstedt. Am 12. und 13. September 2009 fand die erste Feldbahn-Rallye in der Diepholzer Moorniederung statt. Die Veranstaltung wurde gemeinsam organisiert vom Naturschutz- und Informationszentrum Goldenstedter Moor, dem Barnstorfer Umwelt-Erlebnis-Zentrum (BUEZ), der Freistätter Feldbahn, der Gemeinde Wagenfeld (als Betreiberin der Ströher Moorbahn) und dem Förderverein Moorbahn Uchter Moor.
Zwischen dem Haus im Moor in Goldenstedt-Arkeburg und dem BUEZ pendelt in der warmen Jahreszeit die Wegebahn Jan Spieker. 
Als „Moorspezifische Infozentren“ (Bezeichnung der „Tourist Information Dümmerland“) fungieren neben dem NIZ Goldenstedt das Europäische Fachzentrum Moor und Klima in Ströhen sowie das „Tor zum Moor“ in Essern.